# فرودگاه سنت اندرتی د ل ور
فرودگاه سنت اندرتی د ل ور (به انگلیسی: Saint-André-de-l'Eure Airport) یک فرودگاه همگانی است که یک باند فرود چمن دارد و طول باند آن ۱۰۹۳ متر است. این فرودگاه در کشور فرانسه قرار دارد و در ارتفاع ۱۴۹ متری از سطح دریا واقع شده است.